# Spytihněv (district de Zlín)
Spytihněv (en allemand : Spitinau) est une commune du district et de la région de Zlín, en République tchèque. Sa population s'élevait à 1 699 habitants en 2020.

## Géographie
Spytihněv est arrosée par la Morava et se trouve à 16 km au sud-ouest de Zlín, à 66 km à l'est de Brno et à 245 km au sud-est de Prague.
La commune est limitée par Napajedla au nord et à l'est, par Topolná au sud-est, par Babice au sud-ouest, par Kudlovice à l'ouest et par Halenkovice au nord-ouest.

## Histoire
La première mention écrite de la localité date de 1131.

## Transports
Par la route, Spytihněv se trouve à 4 km de Napajedla, à 18 km de Zlín, à 79 km de Brno et à 302 km de Prague.